# Jan Chrystian Schmidt

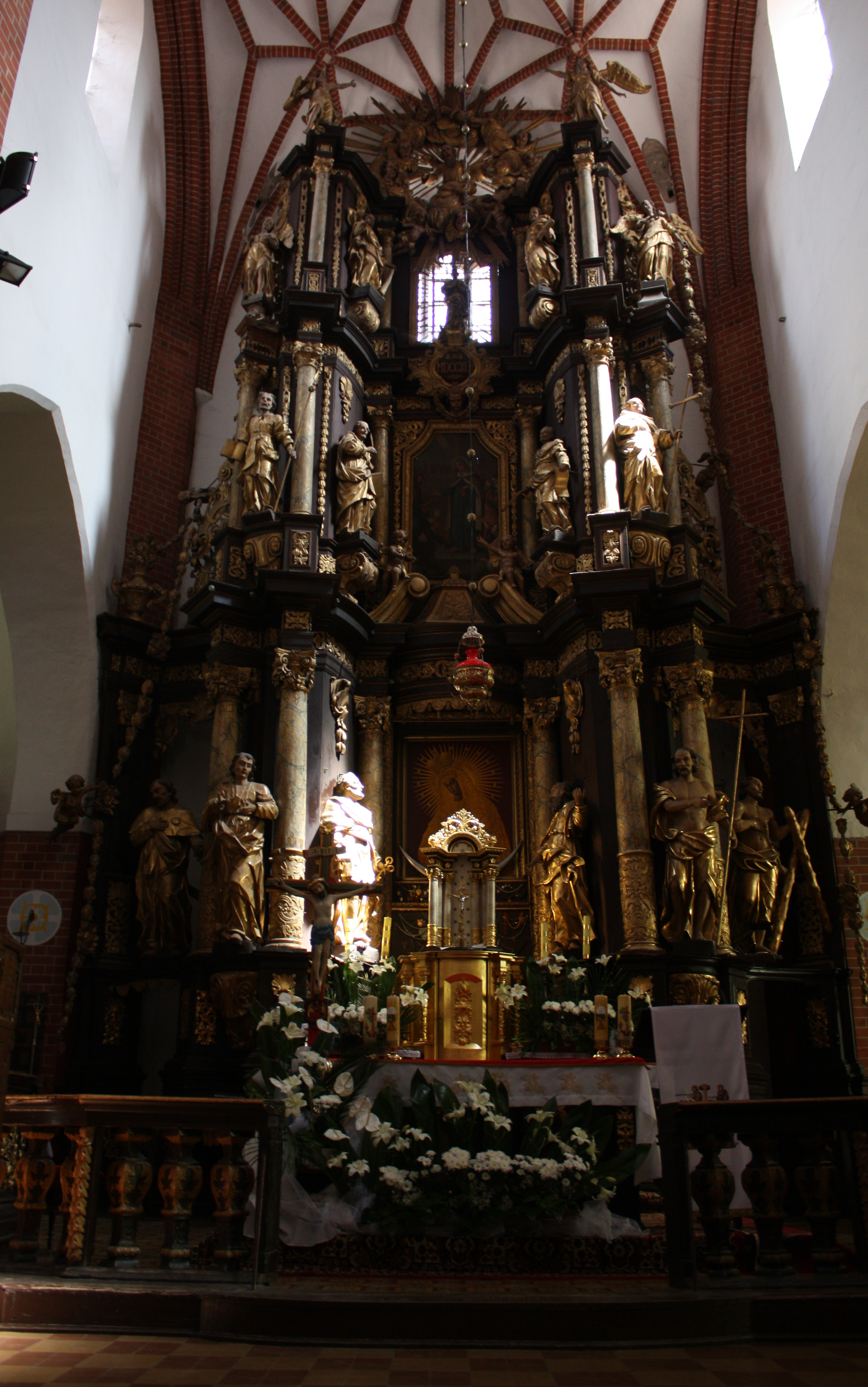
Wnętrze kościoła św. Jana Chrzciciela w Ornecie.

Jan Chrystian Schmidt (ur. ok. 1701, zm. 18 maja 1759 w Reszlu) – rzeźbiarz, rajca miejski.

## Życiorys
Nie jest znane dokładne miejsce urodzenia rzeźbiarza. Źródła wskazują na kilka miejsc, z jakich mógł pochodzić. Są to: Saksonia, Reszel, Królewiec lub Warszawa. Wiadomo, że był synem Jana Schmidta (ur. 1656), również rzeźbiarza i stolarza, a także prawdopodobnie wnukiem (lub krewnym) Jana Schmidta (1629–1701) też zajmującego się tym rzemiosłem. Data urodzin została oszacowana na podstawie długości życia artysty odnotowanej w aktach zgonów kościoła parafialnego w Reszlu.
Przypuszczalnie był konwertytą, który ok. 1723 porzucił wyznanie kalwińskie i przeszedł na katolicyzm. 6 listopada 1724 roku ożenił się z Elżbietą Peucker (córką rzeźbiarza Krzysztofa Peuckera). Ze związku urodziło się jedenaścioro dzieci: Jan Krzysztof, Andrzej, Jan Szymon, Bernard, Józef, Chrystian Bernard, Antoni Wawrzyniec, Franciszek Ksawery, Filip, jedyna córka Elżbieta oraz Ludwik. Jan Chrystian owdowiał 15 czerwca 1753 roku. Ożenił się ponownie z Katarzyną (nieznaną z nazwiska). Ślub najprawdopodobniej odbył się w jej rodzinnej miejscowości, poza Reszlem. Zmarł w wieku 58 lat.

### Szkoła i wykształcenie
Brak bliższych informacji o jego wykształceniu. Większość źródeł podaje, że praktykował u Krzysztofa Peuckera, późniejszego teścia, w jego warsztacie w Reszlu. Przypuszcza się jednak, że wcześniej pobierał nauki w Warszawie lub nawet Dreźnie, zaś do Reszla i warsztatu Peuckera trafił nie jako czeladnik, ale ukształtowany młody artysta poszukujący zatrudnienia. W 1732 był już majstrem i realizował samodzielnie zlecenia.

### Działalność

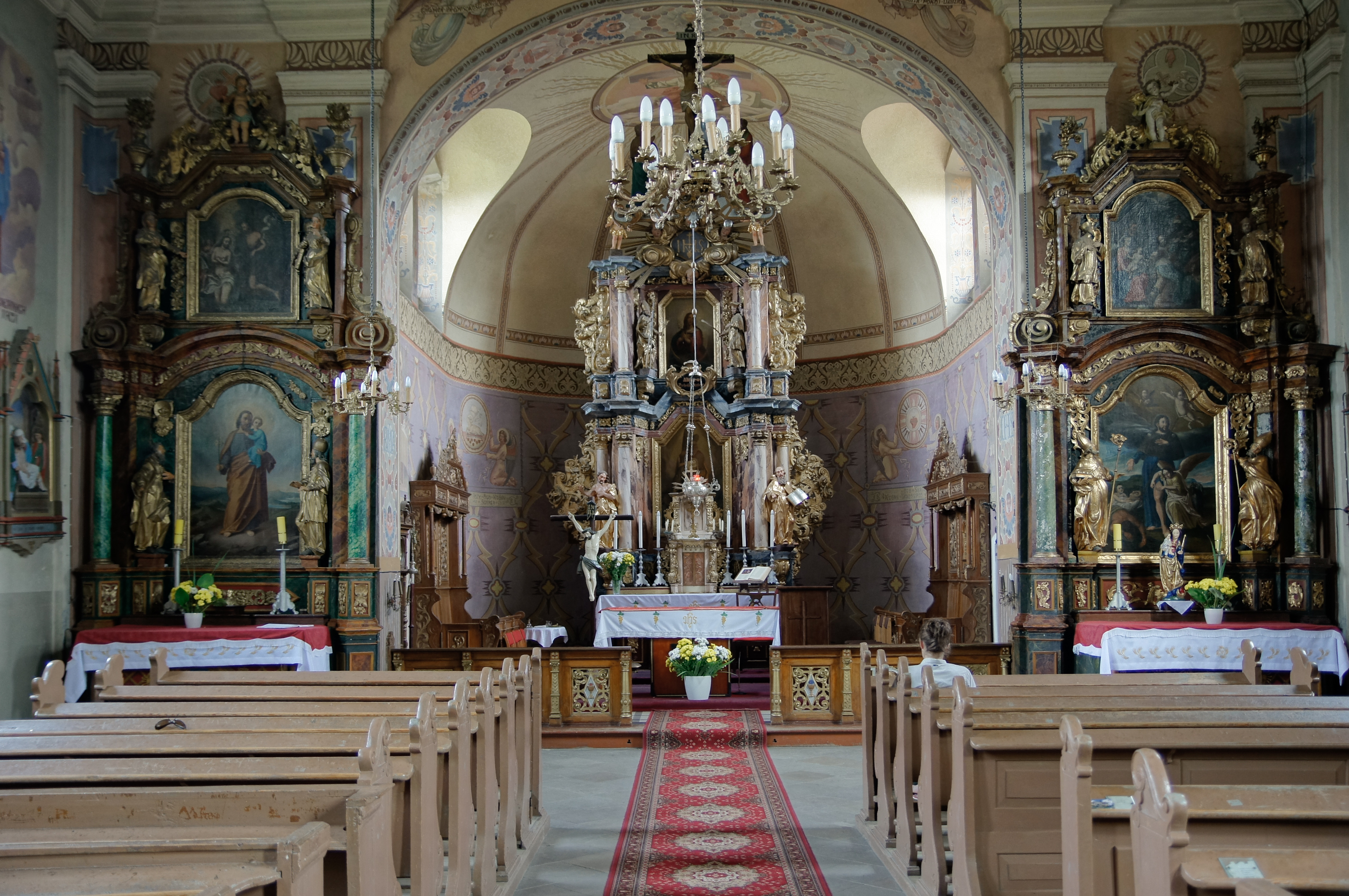
Wnętrze kościoła św. Andrzeja w Ramsowie.

Do wczesnych prac Jana Chrystiana należą wykonane w 1734 wraz z Janem Freyem z Braniewa kapliczki różańcowe z piaskowca przy drodze z Reszla do Świętej Lipki.
Znanych jest obecnie dziesięć prac Jana Chrystiana Schmidta potwierdzonych źródłowo, z których nie wszystkie zachowały się do dzisiaj:
- Immaculata w Świętej Lipce (1732) – kamienna figura Marii Niepokalanie Poczętej (Bazylika Nawiedzenia Najświętszej Maryi Panny w Świętej Lipce)
- Ołtarz główny w kościele bernardynów w Barczewie (1734–1736) – ufundowany przez małżeństwo z Braniewa (Jana Citt i jego żony) (Kościół pw. św. Andrzeja Apostoła w Barczewie)
- Ołtarz główny w kościele jezuitów w Grodnie (1736–1737) – w ramach kontraktu z rektorem kolegium w Grodnie – Antonim Chądzyńskim
- dwa ołtarze z kościoła w Kadynach: św. Antoniego i św. Franciszka (1736–1738) (Kościół pw. św. Antoniego Padewskiego w Kadynach)
- cztery ołtarze boczne w kościele bernardynów w Barczewie (Kościół pw. św. Andrzeja Apostoła w Barczewie) (1745)
- ołtarz Matki Boskiej Bolesnej w kościele parafialnym w Reszlu (Kościół pw. św. Apostołów Piotra i Pawła w Reszlu) (lata 50. XVIII w.)

Najpewniej spod dłuta Jana Chrystiana Schmidta wyszły ponadto:
- figura Marii na lipie w Świętej Lipce (Bazylika Nawiedzenia Najświętszej Maryi Panny w Świętej Lipce) (ok. 1727)
- krucyfiks ze Świętej Lipki (Bazylika Nawiedzenia Najświętszej Maryi Panny w Świętej Lipce) (1727)
- ołtarz główny z kościoła w Jezioranach (Kościół pw. św. Bartłomieja w Jezioranach) (1734);
- ołtarz główny w kościele w Ramsowie (Kościół pw. św. Andrzeja Apostoła i św. Rocha w Ramsowie) (1740)
- ołtarz św. Franciszka w kościele bernardynów w Barczewie (ok. 1736) (Kościół pw. św. Andrzeja Apostoła w Barczewie)
- ołtarz św. Walentego w kościele pw. Świętego Krzyża w Braniewie (ok. 1740) (Kościół pw. Świętego Krzyża w Braniewie)
- ołtarz główny i ołtarze boczne w kościele Świętego Krzyża w Braniewie (lata 30. XVIII w.) (Kościół pw. Świętego Krzyża w Braniewie)
- ołtarz Świętego Krzyża w kościele św. Katarzyny w Braniewie (lata 30. XVIII w.) (Bazylika Świętej Katarzyny Aleksandryjskiej w Braniewie)
- ołtarz główny w Ornecie (między 1739–1744) (Kościół pw. św. Jana Chrzciciela i św. Jana Ewangelisty w Ornecie)
- ambona w Ornecie (1740–1744) (Kościół pw. św. Jana Chrzciciela i św. Jana Ewangelisty w Ornecie)
- ołtarz główny w kościele w Ramsowie (1740) (Kościół pw. św. Andrzeja Apostoła i św. Rocha w Ramsowie)
- ołtarz główny w kościele w Osetniku (1742) (Kościół pw. św. Jakuba Starszego w Osetniku)
- figury na ołtarzu głównym w kościele w Henrykowie (lata 30. XVIII w.) (Kościół pw. św. Katarzyny w Henrykowie)
- figury św. Jana Chrzciciela i św. Józefa w kościele w Reszlu (ok. 1740) (Kościół pw. św. Apostołów Piotra i Pawła w Reszlu)
- figury Marii i anioła na prospekcie organowym w kościele w Chwalęcinie (I poł. XVIII w.) (Sanktuarium Podwyższenia Krzyża Świętego w Chwalęcinie)
- fragmenty dekoracji ambony w kościele w Chruścielu (lata 30. XVIII w.) (Kościół pw. Trójcy Świętej w Chruścielu)

i inne rzeźby w kościołach na terenie Warmii, m.in. Braniewie, Reszlu, Ornecie, Olsztynie.
W 1759 warsztat po nim przejął syn Chrystian Bernard.
Stylistykę dzieł Jana Christiana wyróżnia przede wszystkim upozowanie tworzonych postaci, równowaga w kompozycji pracy, a także barokowe, mistrzowsko wykonywane bogactwo draperii.

### Działalność społeczna
Nie później niż w 1724 został członkiem miejskiej ławy w Reszlu. W dokumentach poza mianem rzeźbiarza i stolarza określany był jako: civil, czyli obywatel, Famatus Dominus, consul, czyli rajca. W połowie lat 30. XVIII wieku został członkiem rady miejskiej. W latach 1738–1748 był prowizorem kościoła parafialnego. Zapewne sprawował też inne urzędy miejskie.